# Kujjangi metró
A Kujjangi metró (egyszerűsített kínai írással: 贵陽軌道交通, hagyományos kínai írással: 貴陽軌道交通, pinjin: Guìyáng Dìtiě) Kínában található Kujjang városban és vonzáskörzetében. A metróhálózat hossza 2025 júniusában 149 km, a metróvonalak száma 4 és az állomások száma 93 volt. Az első vonal 2017. december 28-án nyílt meg.

## Forgalom
Az utasforgalom az elmúlt években az alábbi módon változott:
| 2019 | 50 640 000 |